# Prix de la poésie Jean-Noël-Pontbriand
Le Prix de la poésie Jean-Noël-Pontbriand est un prix littéraire québécois.

## Lauréats
- 2013 - Sylvie Nicolas
- 2014 - André Marceau
- 2015 - Claude Paradis
- 2016 - Jean Désy
- 2017 - Anne Peyrouse
- 2018 - Michel Pleau[1]
- 2019 - Isabelle Forest[2]
- 2020 - Louis-Karl Picard Sioui
- 2021 - Monique Laforce
- 2022 - Maryse Poirier, Les bêtes vivront désormais plus longtemps que nous
- 2023 - Virginie Chaloux-Gendron, La fabrique du noir[3]
- 2024 - Pascale Bérubé, Trop de Pascale[4],[5]
- 2025 - Stéphane Picher, Retour sur terre[6],[7],[8]